# Culdaff

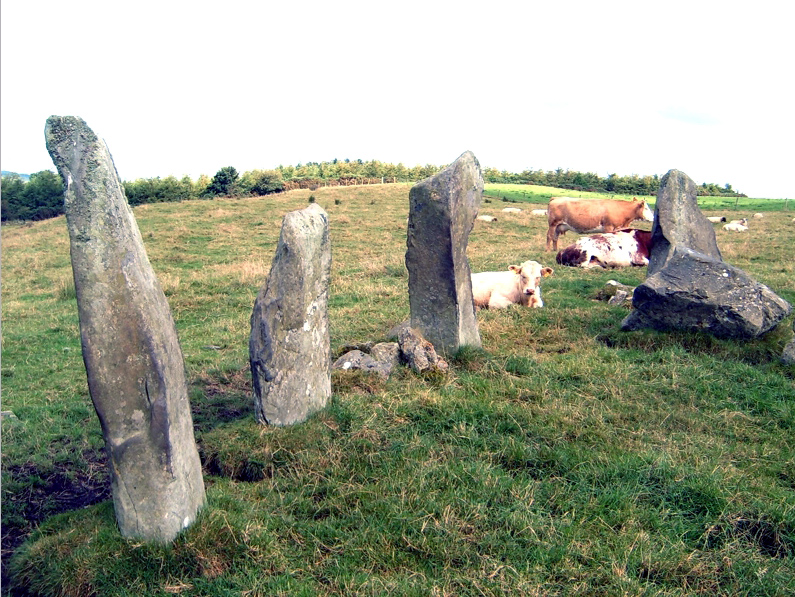
A Bocan-kőkör

Culdaff (írül Cúil Dabhcha) falu az Ír Köztársaság Donegal megyéjében, Ulster tartományban. A település az Inishowen-félsziget északi peremén, az Atlanti-óceán partjától 2 kilométerre fekszik. Lakossága 2001-ben 500 fő volt. A közeli tengerparti rész kedvelt fürdőhely, ezenkívül előszeretettel keresik fel a horgászat és a szörfözés szerelmesei. Maga a falu csendes kistelepülés, de környékén számos középkori történeti emlék található.
A cloncai épületegyüttes egy korábbi, Szent Buadán által alapított monostor alapjaira épített, 17. századi templomromot, valamint egy kelta nagykereszt maradványait foglalja magában. Figyelemreméltó a templombejárat díszes faragású szemoldökköve, és egy skót nemesnek, Magnus MacOrristinnek az épület belsejében található sírja, amelynek fedőköve egy egymást keresztező kardot és hurlingütőt ábrázol. A közeli, geometrikus mintákkal díszített nagykereszt keleti oldalán a csodálatos kenyérszaporítás bibliai jelenete, a nyugatin pedig Remete Szent Pál és Remete Szent Antal ábrázolása látható.
A Bocan-kőkör egy mintegy 3 ezeréves kőkörből fennmaradt harminc állókő együttese.
A carrowmore-i nagykeresztek a hasonló írországi történeti emlékekhez képest kevésbé szemet gyönyörködtetőek, de szokatlan formájuk érdemes a figyelemre. A zömökebb keleti nagykereszten halványan Krisztus és egy angyal ábrázolása vehető ki, míg a nyugati, sudaras kereszt oldalsó szárai lényegesen rövidebbek a megszokottnál.